# Premio Magritte per la migliore fotografia
Il Premio Magritte per la migliore fotografia (Magritte de la meilleure image) è un premio cinematografico assegnato annualmente dall'Académie André Delvaux ad un direttore della fotografia di film belgi francofoni.

## Vincitori e candidati
I vincitori sono indicati in grassetto, a seguire gli altri candidati.

### Anni 2010-2019
- 2011: - Christophe Beaucarne - Mr. Nobody
  - Manuel Dacosse - Amer
  - Alain Marcoen - La Régate
- 2012: - Jean-Paul De Zaeytijd - Un'estate da giganti (Les géants)
  - Nicolas Karakatsanis - Bullhead - La vincente ascesa di Jacky (Rundskop)
  - Alain Marcoen - Il ragazzo con la bicicletta (Le Gamin au vélo)
- 2013: - Hichame Alaouie - L'Hiver dernier
  - Danny Elsen - Dead Man Talking
  - Remon Fromont - La Folie Almayer
- 2014: - Hichame Alaouié - Les Chevaux de Dieu
  - Christophe Beaucarne - Mood Indigo - La schiuma dei giorni (L'Écume des jours)
  - Virginie Saint-Martin - Tango Libre
- 2015: - Manuel Dacosse - Lacrime di sangue (L'Étrange Couleur des larmes de ton corps)
  - Philippe Guilbert e Virginie Saint-Martin - Le Goût des myrtilles
  - Hichame Alaouié - Il fascino indiscreto dell'amore (Tokyo Fiancée)
- 2016: - Manuel Dacosse - The Lonely Hearts Killers (Alleluia)
  - Christophe Beaucarne - Dio esiste e vive a Bruxelles (Le Tout Nouveau Testament)
  - Frédéric Noirhomme - Pregiudizio (Préjudice)
- 2017: - Olivier Boonjing - Parasol
  - Manuel Dacosse - Évolution
  - Benoît Debie - Io danzerò (La Danseuse)
  - Jean-Paul De Zaeytijd - Les Premiers, les Derniers
- 2018: - Virginie Surdej - Insyriated
  - Ruben Impens - Raw - Una cruda verità (Grave)
  - Juliette Van Dormael - Mon ange
- 2019: - Manuel Dacosse - Laissez bronzer les cadavres
  - Frank van den Eeden - Girl
  - Jean-François Hensgens - Tueurs

### Anni 2020-2029
- 2020: - Hichame Alaouié - Doppio sospetto (Duelles)
  - Benoît Debie - I fratelli Sisters (The Sisters Brothers)
  - Virginie Surdej - Nuestras madres
- 2021: sospeso a causa della Pandemia di COVID-19 in Belgio
- 2022: Ruben Impens - Titane
  - Manuel Dacosse - Adorazione (Adoration)
  - Frédéric Noirhomme - Un monde
- 2023: Frank van den Eeden - Close
  - Manuel Dacosse - Inexorable
  - Olivier Boonjing - Generazione Low Cost (Rien à foutre)
- 2024: Joachim Philippe - Augure - Ritorno alle origini (Augure)
  - Florian Berutti - L'Autre Laurens
  - Caroline Guimbal - L'amore secondo Dalva (Dalva)
- 2025: Sylvestre Vannoorenberghe - La nuit se traîne
  - Frédéric Noirhomme - Il pleut dans la maison
  - Juliette Van Dormael - Quitter la nuit